# Nagyút
Nagyút est un village et une commune du comitat de Heves en Hongrie.

## Géographie
La ville est située au pied des monts Mátra et au nord de l'Alföld.